# できっこないを やらなくちゃ

「できっこないを やらなくちゃ」は、サンボマスターが2010年2月24日にリリースした14枚目のシングル。
本楽曲は、日産自動車「セレナ」のCM「岩のぼり篇」のため書き下ろされた楽曲である。歌詞の内容はCM世界観に合わせ書き下ろされた頑張る人たちへの応援ソングだが、歌詞の内容が2011年3月11日に発生した東日本大震災被災者の復興を目指す心とリンクし、多くの反響を呼んだ。

## 収録曲
全曲　作詞・作曲：山口隆
1. できっこないを やらなくちゃ
2. ポップライフ
3. 僕の名前はブルースと言います
4. できっこないを やらなくちゃ（Instrumental）

## ミュージックビデオ
MVに横浜F・マリノスに所属していたサッカー選手の中澤佑二がスペシャル・ゲストとして出演しており。MV撮影は横浜F・マリノスの拠点、マリノスタウンにて行われた。
なお、ミュージックビデオは長らくYoutubeでの公開が行われてこなかったが、バンドのデビュー20周年記念として公開された。また、YouTubeチャンネル「THE FIRST TAKE」にもこの楽曲の収録が行われた。これらの公式動画を合わせて、本楽曲はYoutubeチャート（2023年7月28日～8月3日）にて初登場3位にランクインした。

## テレビ番組とのタイアップ
前述のとおり本楽曲はもともと、日産自動車「セレナ」のCM「岩のぼり篇」のため書き下ろされた。
2018年、TBS系金曜ドラマ『チア☆ダン』のテーマソングに起用。2018年12月、JR東日本企業広告CMソングに起用。
また、2019年に放送された代々木ゼミナールのテレビCMでは、CM出演者の高山葵によるカバーバージョンが、2024年に放送されたアイスクリーム「クーリッシュ」のテレビCMでは、CM出演者の藤原大祐によるカバーバージョンが用いられた。

## パフォーマンス
テレビ番組
- 音楽の日（2021年3月11日、TBS）[10]
- ラヴィット!（2024年3月11日、TBS）[11]

ライブイベント
- FIRE UP! FUKUSHIMA東日本大震災復興10年イベント(2021年2月28日、福島・県営あづま総合運動公園体育館)[12]
- 風とロック　さいしょでさいごのスーパーアリーナ〝FURUSATO〟（ふるさと）（2024年3月30日、さいたまスーパーアリーナ）[13]